# Léonard von Lamberts zu Cortenbach
Le baron Léonard-Joseph von Lamberts zu Cortenbach, vicomte de Montenaken, né en 1685 au château de Cortenbach à Voerendaal et mort le 18 janvier 1764 au Palais Lamberts zu Cortenbach à Aix-la-Chapelle, est un homme politique allemand membre de la famille de Lamberts-Cortenbach qui exerça différentes fonction importante dans le Saint-Empire romain germanique. Il fut successivement bourgmestre de Cortenbach et bourgmestre d'Aix-la-Chapelle.

## Biographie
Le baron Léonard-Joseph von Lamberts zu Cortenbach est né au château de Cortenbach à Voerendaal, il était le fils du baron Herman von Lamberts zu Cortenbach, son père portait le titre de chevalier du Saint-Empire et de baron de Cortenbach et était seigneur d'Einrathoff et de Walbourg. La mère de Léonard von Lamberts-Joseph von Lamberts zu Cortenbach était Ludgarde von Nütten, dont le père était résident de Son Altesse impériale l'Électeur de Cologne.
Après la mort de son père, il se rendit à Paris en 1700, où il se prépara au service militaire à l'Académie et entra finalement dans l'armée. Il devint capitaine dans un régiment de dragons du duc Charles-Frédéric de Holstein-Gottorp. Le 17 mars 1708, il épousa en premières noces la baronne Ermelinde de Surlet. Le 13 mars 1716, il épousa en secondes noces la comtesse Marie-Georgine d'Aspremont-Lynden dont il eut seize enfants.
En 1716, le baron Léonard-Joseph von Lamberts zu Cortenbach fut élu échevin à Cortenbach avec Franz von Fürth. Dans la même année, ils ont rejoint le Sternzunft, l'association professionnelle de l'Aachen Schöffen. Léonard-Joseph von Lamberts zu Cortenbach fut élu bourgmestre de Cortenbach dès 1717. Deux autres mandats suivirent en 1719 et 1721, après quoi il était encore 21 fois au Grand Conseil et trois fois représenté au Petit Conseil de la ville. En 1713, il acquit un ancien palais à Aix-la-Chapelle qui deviendra le palais Lamberts zu Cortenbach. Il fut entièrement rénové par le maître baroque Laurenz Mefferdatis. Le nouveau bâtiment a ensuite servi de modèle pour d'autres villas du centre-ville de riches marchands et de familles nobles. Le baron Léonard-Joseph von Lamberts zu Cortenbach mourut le 18 janvier 1764 à Aix-la-Chapelle et fut enterré le 21 janvier dans l'église Saint-Nicolas.

## Descendance
Le baron Léonard-Joseph von Lamberts zu Cortenbach épousa en 1er mariage la baronne Ermelinde-Anne de Surlet, fille du baron Maximilien-Hendrickx de Surlet, baron du Saint-Empire, vicomte de Montenaken et de la baronne Angèle-Catherine de Horion, baronne du Saint-Empire. À la suite de son mariage, la baronne Ermelinde-Anne de Surlet apporta la vicomté de Montenaken dans la famille de Lamberts-Cortenbach dont Léonard-Joseph von Lamberts zu Cortenbach en fit relief en 1699. Il épousa en 2e mariage la comtesse Marie-Georgine d'Aspremont-Lynden, fille du comte Charles-Joseph d'Aspremont-Lynden, comte du Saint-Empire et de la baronne Marie-Madeleine Hoen de Cartils.
De son union avec la baronne Ermelinde-Anne de Surlet naquit:
- Marie-Anne von Lamberts zu Cortenbach ∞ Gaspard-Antoine de Reul
- Jean-Ernest von Lamberts zu Cortenbach (†)
- Marie-Albertine von Lamberts zu Cortenbach ∞ baron Jean-Henri de Mylius
- Antoine-Ulrich von Lamberts zu Cortenbach ∞ comtesse Dorothée de Méan de Beaurieux
- Herman-Charles von Lamberts zu Cortenbach (†)
- Ludgarde-Anne von Lamberts zu Cortenbach (religieuse)

De son union avec la comtesse Marie-Georgine d'Aspremont-Lynden :
- Marie-Angéline von Lamberts zu Cortenbach ∞ comte Frédéric-Guillaume de Woestenraedt
- Antoine-Albert von Lamberts zu Cortenbach ∞ Marguerite de Montfort
- Ange-Dieudonné von Lamberts zu Cortenbach (†)
- Charles-Joseph von Lamberts zu Cortenbach (prêtre)
- Marie-Madeleine von Lamberts zu Cortenbach (†)
- Georges-Charles von Lamberts zu Cortenbach ∞ baronne Marie-Anne von Veyder-Malberg
- Anne-Georgine von Lamberts zu Cortenbach (†)
- Thérèse-Hyacinthe von Lamberts zu Cortenbach (†)
- Marie-Isabelle von Lamberts zu Cortenbach (†)
- Philippe-Joseph von Lamberts zu Cortenbach ∞ Sans alliance
- Frédérique-Guillaume von Lamberts zu Cortenbach ∞ Sans alliance